# Greenleaf Whittier Pickard
Greenleaf Whittier Pickard (14 de febrer de 1877, Portland, Maine - 8 de gener de 1956, Newton, Massachusetts) va ser un pioner estatunidenc de la ràdio.
Pickard va ser un investigador en els primers dies del sense fils. Va ser responsable del desenvolupament del detector de cristall (detector de bigotis de gat), un detector d'ones de ràdio que era el component central del primer receptor de ràdio anomenat ràdio de cristall, que eren els receptors de ràdio més utilitzats fins al 1920 i va continuar usant-se fins a la segona guerra mundial.
També va experimentar amb antenes, la propagació d'ones de ràdio i la supressió de sorolls.
El 30 d'agost de 1906 va presentar una patent per un detector de cristall de silici, que va ser concedida el 20 de novembre de 1906. El detector de Pickard va ser revolucionari, ja que va descobrir que un filferro punxegut conegut com a "bigotis de gat", en contacte delicat amb un mineral, produïa el millor efecte semiconductor.
El 10 de juny de 1907, va presentar una patent per a una antena de bucle que es va concedir el 21 de gener de 1908. L'antena del bucle de Pickard tenia propietats direccionals que podrien utilitzar-se per reduir la interferència en les comunicacions sense fils previstes. Greenleaf Whittier Pickard va rebre el nom del seu oncle, el Quaker americà John Greenleaf Whittier (1807-1892). Pickard va ser president de l'Institut d'Enginyers de Ràdio el 1913.